# Schenkenzell

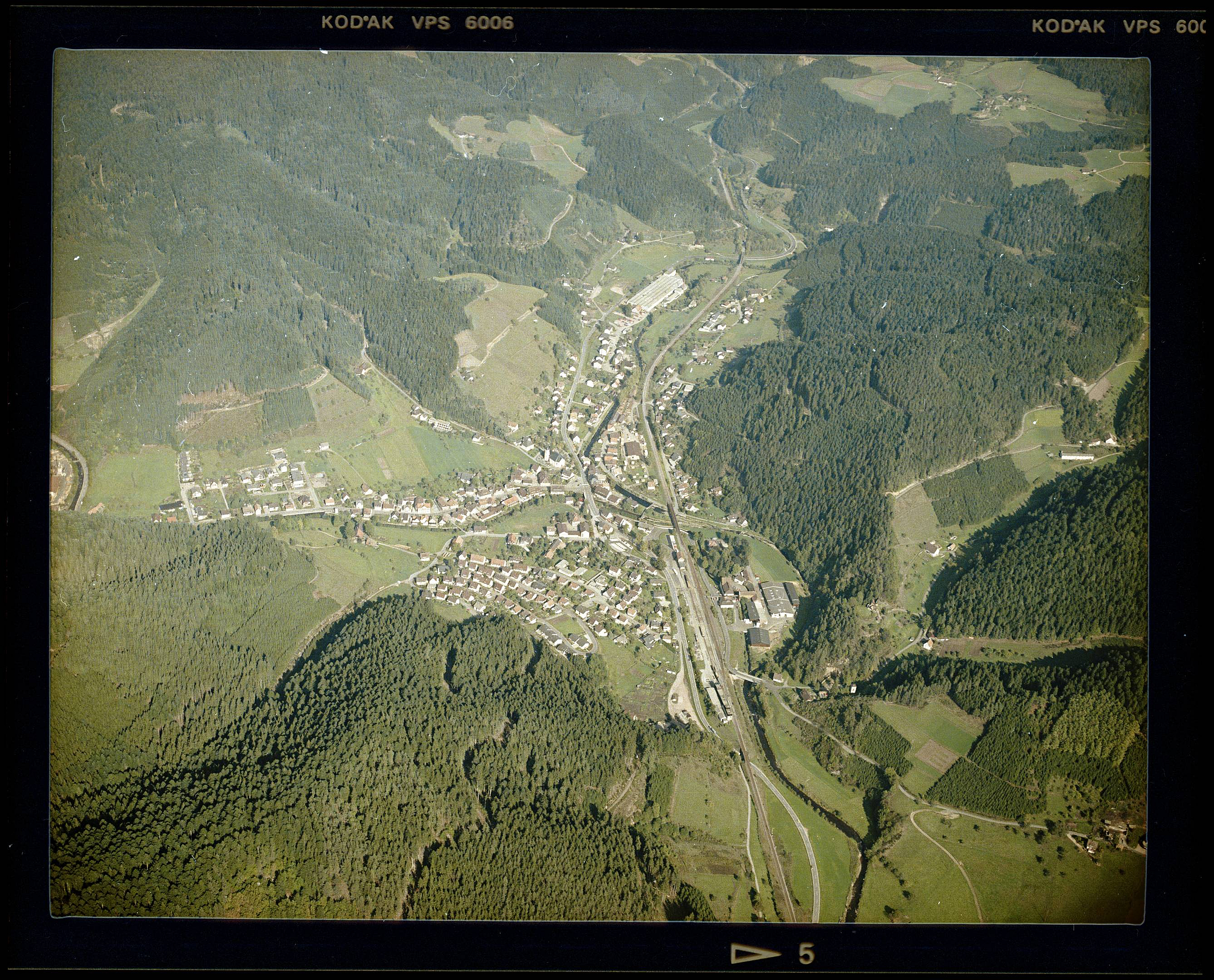
Luftbild von Schenkenzell (1983)

Schenkenzell ist die kleinste selbständige Gemeinde im Landkreis Rottweil in Baden-Württemberg (Deutschland).

## Geographie

### Geographische Lage
Der Luftkurort Schenkenzell liegt im Nordwesten des Landkreises Rottweil im Mittleren Schwarzwald am Zusammenfluss von Kleiner Kinzig und Kinzig in 340 bis 800 Meter Höhe.

### Nachbargemeinden
Beginnend im Südwesten: Schiltach, Wolfach, Bad Rippoldsau-Schapbach, Alpirsbach, Aichhalden.
Die Stadt Schiltach und die Gemeinde Aichhalden liegen ebenfalls im Landkreis Rottweil.
Die Stadt Wolfach liegt im Ortenaukreis, die Stadt Alpirsbach und die Gemeinde Bad Rippoldsau-Schapbach im Landkreis Freudenstadt.

### Gemeindegliederung

Schenkenzell Ortslage

Die Gemeinde Schenkenzell besteht aus den Ortsteilen Schenkenzell und Kaltbrunn mit insgesamt 59 amtlich benannten Wohnplätzen. Die beiden Ortsteile sind identisch mit den früheren Gemeinden gleichen Namens. Die Ortsteile bilden zugleich Wohnbezirke im Sinne der baden-württembergischen Gemeindeordnung; der Ortsteil Kaltbrunn ist eine Ortschaft im Sinne der baden-württembergischen Gemeindeordnung mit eigenem Ortschaftsrat und Ortsvorsteher als dessen Vorsitzender.
Zum Ortsteil Kaltbrunn gehören die Weiler Kaltbrunn (Tal), An der Gütsch, Roßberg, Vortal, Wittichen und Zundelgraben, die Zinken Gallenbach, Hinter Heubach, Müllers(Mühle)grund und Wüstenbach, die Höfe Auf dem Bühl(hof) und Rinkenbach und die Wohnplätze Auf der Lay, Bei der Gütegottesgrube, Beim Försterhaus, Brestental, Grausenloch, Heubachmühle, Jägerhaus und Reilinsberg. Zum Ortsteil Schenkenzell gehören das Dorf Schenkenzell, die Zinken An der Witticherstraße, Dachsloch, Grubersgrund, Holzebene (Nußhard), Kaibach, Müllerswald (Hinter und Vorder), Tannengrund (Ober und Unter), Tös und Vorder Heubach, die Häuser und Höfe Bühl, Haldenhof (Unterhalden), Im Löchle, Tannenhof und Wiedmenhof, die Höfe Auf der Steig, Dürrhof (Tierhof), Erlenberg, Fräulinsberg, Herrenwald, Kuhberg, Neuhaus bei Zollhaus Württemberg, Oberhalden, Rotlehof, Stockhof, Süßlesberg, Waldenbrunn und Winterhalden und die Wohnplätze Brandsteig, Burgstall, Eselgrund, Gelbeckle (Oberer Stockhof), Herrenberg, Herrengrund, Kegelriß, Nachtloch, Schloßhof mit Schenkenburg, Stockmühle und Teufelsküche (Granitwerk). Im Ortsteil Kaltbrunn liegen die Burgruine Wittichenstein und Reste einer Befestigungsanlage am Silberberg. Im Ortsteil Schenkenzell liegt die in den einzelnen Höfen rund um Schenkenzell aufgegangene Ortschaft Bergzell.

### Schutzgebiete
Die Landschaft um die Schenkenburg wurde 1968 als Landschaftsschutzgebiet Schenkenburg ausgewiesen. Schenkenzell hat Anteile an den FFH-Gebieten Schiltach und Kaltbrunner Tal und Kleinkinzig- und Rötenbachtal sowie am Vogelschutzgebiet Nordschwarzwald. Die Gemeinde gehört überdies zum Naturpark Schwarzwald Mitte/Nord.

## Geschichte
Im Jahre 1244 wurde ein Schenk von Celle erstmals als Zeuge in einer Urkunde der Grafen von Freiburg erwähnt; er gehörte vermutlich zu deren Ministerialität, obwohl der Ort zur Grafschaft Sulz gehört haben dürfte.
Schenkenzell ging im Jahr 1250 vermutlich im Erbgang von den Grafen von Sulz an die Herren von Geroldseck über, zum Teil wurden Verwalter auf der Burg eingesetzt, zum Teil wurde sie, vor allem im 15. Jahrhundert, von den Eigentümern selbst bewohnt.
1251 wurde Schenkenzell erstmals als Ort erwähnt.
Der Schenke Eberhart wurde mit seinen Söhnen Konrad und Burkhart gemeinsam in einer Urkunde erwähnt (S C PINCERNE DE SCHEnZELL, rundes Siegel mit geteiltem Schild, oben halber wachsender Adler, unten ein Sparren, siehe Schenken von Schenkenberg, Burg Schenkenberg, Kloster Alpirsbach).
Luitgard von Wittichen gründete das Kloster Wittichen (Klarissen) im Jahr 1324.
1498 wurde die Herrschaft Schenkenzell von den Herren von Geroldseck an die Grafen von Fürstenberg verkauft. Die Schenkenburg wurde von den Grafen von Fürstenberg selbst zerstört, im Jahr 1534 war sie nur noch eine Ruine.
1806 fiel Schenkenzell mit der fürstenbergischen Herrschaft Kinzigtal an das Großherzogtum Baden. Die Gemeinde zerfiel 1819 in die Gemeinden Schenkenzell und Bergzell. Zu Schenkenzell gehörten das Dorf und der Bergfried, zu Bergzell die Hofgüter. Kirche, Pfarr- und Schulverband blieben gemeinsamer Besitz.
1849 wurde eine erste Straße gebaut. Der Fortschritt kehrte 1886 mit der Fertigstellung der Kinzigtalbahn ein. Ab 1890 wandelte sich Schenkenzell zu einem Luftkurort, die staatliche Anerkennung erfolgte 1973.
1937 wurde Bergzell wieder mit Schenkenzell vereinigt. Nach der Auflösung des Kreises Wolfach wurde die Gemeinde dem Landkreis Rottweil im Jahr 1973 zugeordnet. Am 1. Januar 1974 erfolgte die Eingemeindung der Gemeinde Kaltbrunn nach Schenkenzell.

## Politik

### Gemeinderat
2014 wurde die unechte Teilortswahl abgeschafft. Der Gemeinderat hat 10 Mitglieder. Die Kommunalwahl am 9. Juni 2024 führte zu folgendem amtlichen Endergebnis: Die Wahlbeteiligung lag bei 73,3 %. Der Gemeinderat besteht aus den gewählten ehrenamtlichen Gemeinderäten und dem Bürgermeister als Vorsitzendem. Der Bürgermeister ist im Gemeinderat stimmberechtigt.
| Partei/Liste            | 2024   | 2024   | 2019   | 2019   |
| Partei/Liste            | Anteil | Sitze  | Anteil | Sitze  |
| ----------------------- | ------ | ------ | ------ | ------ |
| CDU                     | 51,5 % | 5      | 66,1 % | 7      |
| Freie Wählervereinigung | 40,6 % | 4      | 33,9 % | 3      |
| SPD                     | 07,8 % | 1      | --     | --     |
| Wahlbeteiligung         | 73,3 % | 73,3 % | 70,5 % | 70,5 % |

### Bürgermeister
Der Bürgermeister von Schenkenzell ist Bernd Heinzelmann, er befindet sich in seiner ersten Amtszeit, die er am 12. Januar 2018 antrat. Der langjährige Vorgänger (24 Amtsjahre, 1994–2018) war Thomas Schenk. Zuvor lenkte Paul Armbruster 28 Jahre die Geschicke der Gemeinde.

### Besonderheiten
Für einige Bereiche ist die Gemeinde Schenkenzell mit der Nachbarstadt Schiltach eine Vereinbarte Verwaltungsgemeinschaft eingegangen. Diese übernimmt als so genannte „erfüllende Gemeinde“ unter anderem die Aufgaben der vorbereitenden Bauleitplanung (Flächennutzungsplan), den Gutachterausschuss und die Verwaltung der gemeinsamen Einrichtungen (Nachbarschaftshauptschule, Freibad und Sporthalle).

### Wappen
Das Wappen von Schenkenzell zeigt auf blauem Schild einen silbernen Stierkopf mit einem goldenen Ring durch die Nase, der von zwei goldenen sechsstrahligen Sternen beseitet wird. Das Wappen ist in der heutigen Gestaltung seit 1958 in Gebrauch.

### Städtepartnerschaften
Im Jahr 1991 wurde nach fünf Jahren des Kennenlernens die Städtepartnerschaft mit der Gemeinde Schenkon aus dem Kanton Luzern in der Schweiz offiziell unterzeichnet und damit die Partnerschaft formell besiegelt.
Ein Fahrzeug der Ortenau-S-Bahn trägt den Namen Schenkenzell.

## Sehenswürdigkeiten und Kultur

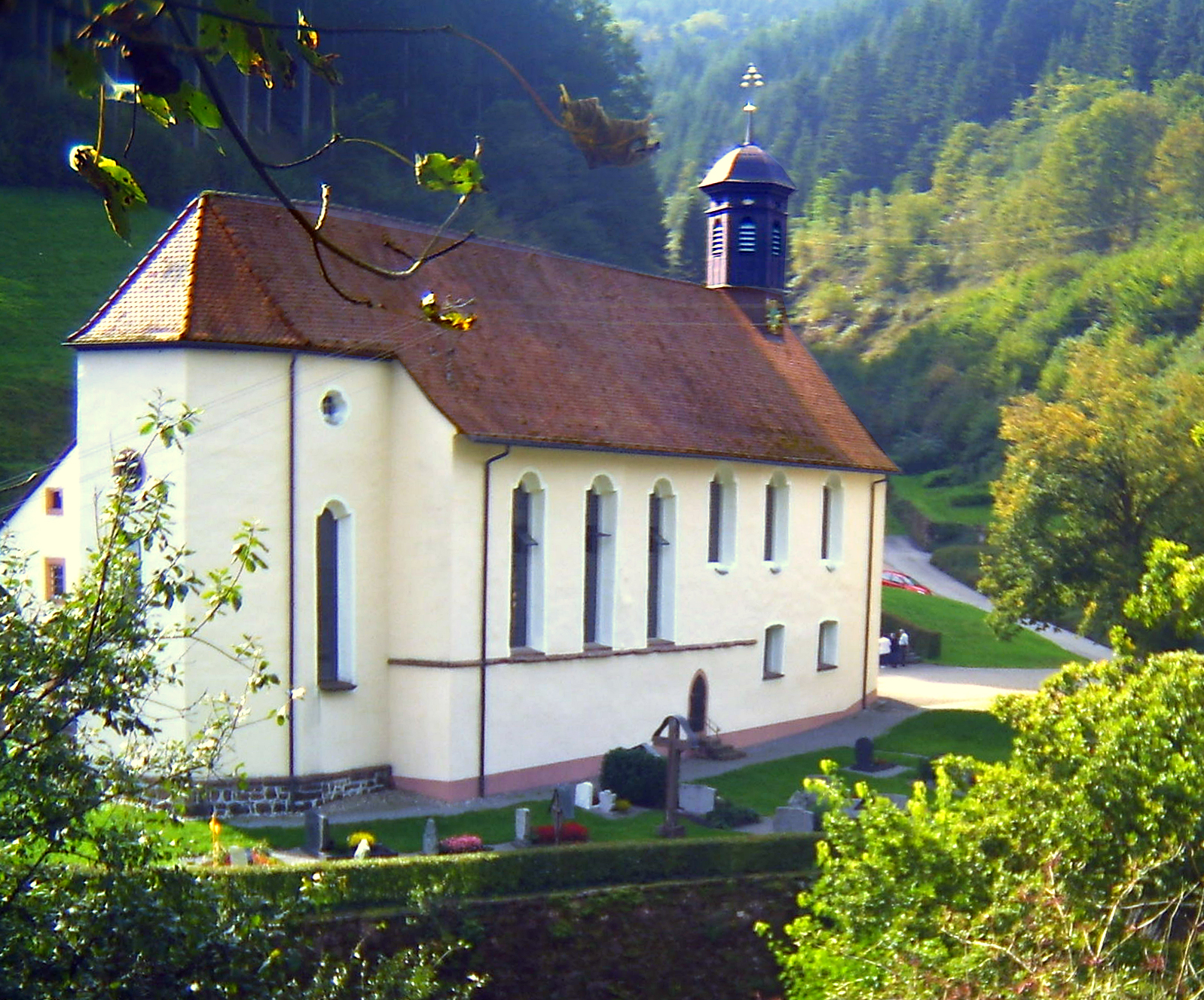
Wittichen, Klosterkirche

### Museen
- Klostermuseum Wittichen im Kloster Wittichen

### Wanderwege
- Geologischer Lehrpfad Wittichen
- Hansjakobweg I

### Bauwerke

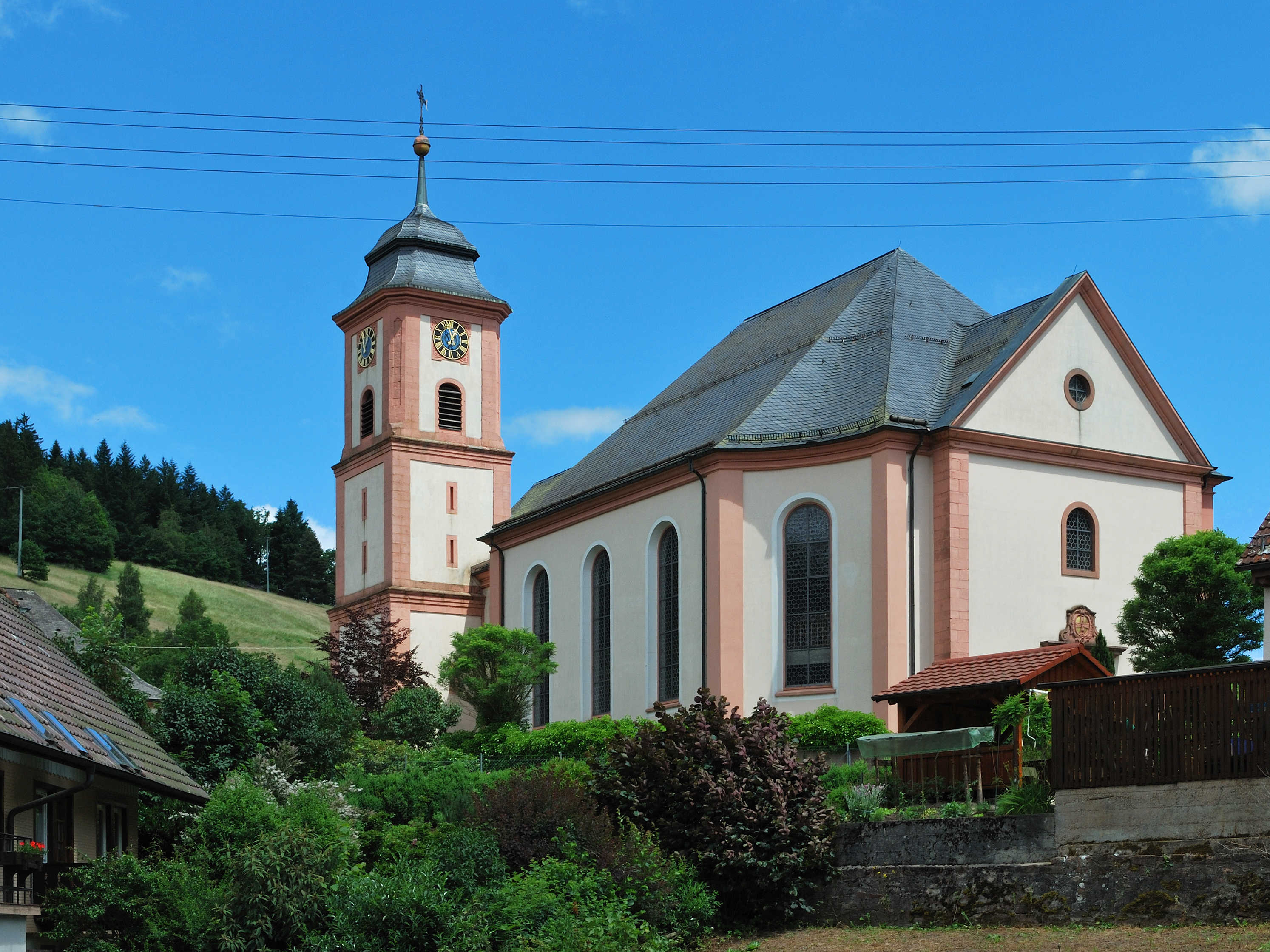
Katholische Pfarrkirche St. Ulrich

Ruine Schenkenburg

- Katholische Pfarrkirche St. Ulrich
- Schenkenburg, siehe auch Burgstall Schenkenzell
- Kloster Wittichen mit Allerheiligenkirche
- Burgrest der Burg Wittichenstein
- Bahnhof (abgebrannt)
- Turn- und Festhalle Schenkenzell
- St.-Georgs-Kapelle (Roßberg)
- Teisenkopfturm, ein 1911 errichteter Aussichtsturm auf dem Teisenkopf[7]

### Regelmäßige Veranstaltungen
- Im Frühjahr „Kult im Dorf“, der HVS bringt Kultur ins Dorf – Termine auf der offiziellen Internetseite der Gemeinde
- 30. Dezember: Traditionelle Silvesterfete des Handballfördervereins in der Festhalle

### Religion
Seit der Dekanatsreform am 1. Januar 2008 gehört Schenkenzell mit der St. Ulrich-Kirche und der Allerheiligen-Kirche zum Dekanat Offenburg-Kinzigtal und gehört zudem zur Seelsorgeeinheit Kloster Wittichen.

## Wirtschaft und Infrastruktur

Zur Begrüßung am Ortseingang

### Verkehr

Bahnhof Schenkenzell

Schenkenzell ist durch die Bahnstrecke Eutingen im Gäu–Schiltach erschlossen. Freudenstadt und Offenburg sind über die Strecke umsteigefrei erreichbar, wobei bis 2026 ab 08:30 Uhr Schienenersatzverkehr mit Bussen besteht. Einige wenige Züge sind davon ausgenommen.
Durch Alltagsrouten aus dem Radnetz Baden-Württemberg ist Schenkenzell 
- über Alpirsbach und Loßburg mit Freudenstadt und
- über Schiltach
  - mit Schramberg und
  - mit Wolfach verbunden.

Als Landes-Radfernweg führt der Naturpark-Radweg Schwarzwald Mitte/Nord rund um selbigen Naturpark und führt dabei von Alpirsbach kommend über Schenkenzell und Schiltach durch das Kinzigtal. 
Durch Schenkenzell verlaufen die dem Tal der Kinzig folgenden Bundesstraßen 294 und 462.

### Ansässige Unternehmen
In Schenkenzell sind mehrere Firmen ansässig, die auch über die Region hinaus einen großen Bekanntheitsgrad haben. Genannt seien hier insbesondere
- Duravit AG
- Schwarzwälder Textilwerke STW

### Öffentliche Einrichtungen
- Gemeindeverwaltung Schenkenzell
- Tourist Information im Rathaus
- Bücherei
- Bauhof
- Turn- und Festhalle

### Bildung
Eine Grundschule ist am Ort vorhanden, ebenso ein Kindergarten. Gemeinsam mit der Nachbarstadt Schiltach wird eine Grundschule, eine Dreifeld-Sporthalle und ein Freibad betrieben.

## Persönlichkeiten
Ehrenbürger:
- Heinrich Kautzmann (1878–1965), Textilfabrikant[10]

Söhne und Töchter der Gemeinde:
- Luitgard von Wittichen (1291–1348), Mystikerin und Klostergründerin
- Roland Springer (* 1954), Industrie- und Organisationssoziologe, Automobilmanager und Unternehmensberater

Weitere Persönlichkeiten:
- Albrecht von Massow (1879–1953), Generalmajor der Luftwaffe im Zweiten Weltkrieg; starb in Schenkenzell
- Franz Weinmann (1909–1996), römisch-katholischer Geistlicher; von 1979 bis zu seinem Tode Pensionär im Kloster Wittichen
- Hans E. Gerr (* 1937), Erziehungswissenschaftler; wirkte von 1964 bis 1970 als Lehrer an der Volksschule Schenkenzell
- Alfred Müller-Kranich (* 1955), Komponist und Organist, wirkt als Kirchenmusiker in Schenkenzell